# Паумгартнеры
Паумгартнеры, Баумгартнеры (нем. Paumgartner, нем. Baumgartner) — одна из старейших патрицианских семей имперского города Нюрнберг. Впервые были упомянуты в документах в 1255 г., а с 1396 года и до своего исчезновения в 1726 году были представлены во Внутреннем совете и, следовательно, входили в состав Нюрнбергского патрицианата и, согласно танцевальному статуту 1521 года, были одной из новых семей, имеющих право на участие в совет . В 1726 г. нюрнбергская ветвь семьи вымерла.
После своего банкротства около 1475 г. Антон Паумгартнер отправился в имперский город Аугсбург, где в 1538 г. его семья вошла в состав аугсбургских патрицианских семей. Она приобрела большое богатство благодаря торговле и горнодобывающей промышленности. Ганс II (1488—1549) был возведен в статус имперского барона в 1537 г., но в 1562 г. его сыновья обанкротились, и их обедневшие потомки покинули Аугсбург. Другая аугсбургская ветвь, потомки Себальда Паумгартнера († 1520 г.), прожила там до XVII в. Верхнеавстрийская линия владела поместьем Аухоф недалеко от Линц-Урфара в начале XVII в., переехала в Нижнюю Австрию около 1635 г., но вымерла после двух поколений по мужской линии.
В Нюрнберге их именем названа Паумгартнерштрассе, в Аугсбурге их именем названа Баумгартнерштрассе. Семейство являло собой предпринимателей эпохи раннего капитализма наряду с Фуггерами, Вельзерами, Гохштеттерами.

## История

### Нюрнбергская ветвь
Как и многие нюрнбергские семьи, а затем и патрицианские семьи, Паумгартнеры происходили из окрестностей Лауингена в Швабии. Генрих Паумгартнер был первым представителем семьи, упомянутым в документе в Нюрнберге в 1255 г. Как и многие нюрнбергские купцы, позже Паумгартнеры стали вести трансграничную торговлю. В Венеции с конца XIV в. вместе с Кресс фон Крессенштейнами они имели собственную торговую палату во дворце Фондако-деи-Тедески. Нюрнбергско-аугсбургская торговая компания Паумгартнер-Арцт-Госсемброт документально зафиксирована в середине XV, она прекратила свое существование в 1450 г., и отдельные партнеры основали свои собственные компании. В Нюрнберге под руководством Конрада Паумгартнера Старшего семейная компания, которую он основал вместе со своими сыновьями Конрадом Старшим. Ж. и Антон И. вели. В 1465 году эта семейная компания закончилась банкротством и бегством Антона Паумгартнера, ставшего теперь главой компании, из имперского города Нюрнберга.
В 1498 году братья Стефан и Лукас Паумгартнеры заказали Альбрехту Дюреру алтарь для церкви Святой Екатерины.
Самым важным представителем Нюрнбергской семьи был Иероним Баумгартнер (1498—1565), городской советник и мэр Нюрнберга. Он знал Мартина Лютера и Филиппа Меланхтона ещё во время учёбы в Виттенберге и, будучи городским советником с 1526 г., стал влиятельной фигурой в продвижении Реформации в Нюрнберге и пфальцских амтах Аллерсберга, Хильпольтштейна и Хайдека, которые были переданы Нюрнбергу. Он принял участие в Нюрнбергской религиозной дискуссии в 1525 году и представлял Нюрнберг на имперских сеймах в Шпейере в 1529 г. и Аугсбурге в 1530 году, а также при пересмотре конституции Шмалькальденского союза в 1536 году.
Нюрнбергские Паумгартнеры приобрели замок Хольнштайн в 1596 г., унаследовали Замок Грюнсберг от семьи Халлер фон Халлерштайн в 1672 году и с тех пор называли себя Паумгартнер фон Хольнштейн и Грюнсберг. В 1726 году семья вымерла вместе с Иоганном Павлом III, его вдова вышла повторно замуж за Халлера, в 1766 г. оставив Грюнсберг и Гольнштейн своему зятю Карлу Кристофу Штромеру фон Райхенбаху, который взамен взял на себя её значительные долги. Вещи семьи Паумгартнер хранятся в замке Грюнсберг, который сейчас принадлежит Фонду семьи Стромер.

### Аугсбургская линия
Нюрнбергские Паумгартнеры обанкротились в 1465 г., и последний глава семейной компании Антон Паумгартнер переехал в Аугсбург, где его семья стала проживать примерно с 1475 г.
Его сын Ганс I женился на Фелиции Релингер из Аугсбурга в 1485 г., основав аугсбургскую линию. Торговля товарами, добыча полезных ископаемых и финансовые операции, особенно с Габсбургами, стали основой их нового состояния, одного из крупнейших в позднем средневековье. Ганс I принял участие в первом немецком медном синдикате в 1498 году вместе с Фуггерами и Госсембротами и профинансировал с Вельзерами поездку Бальтазара Шпренгера в Индию в 1505 г. Ганс Паумгартнер был членом купеческой гильдии, имперским советником (с 1502 г) и членом городского совета двенадцати с 1505 по 1516 г. Свадьбы его детей прошли с представителями богатых купеческих семей.

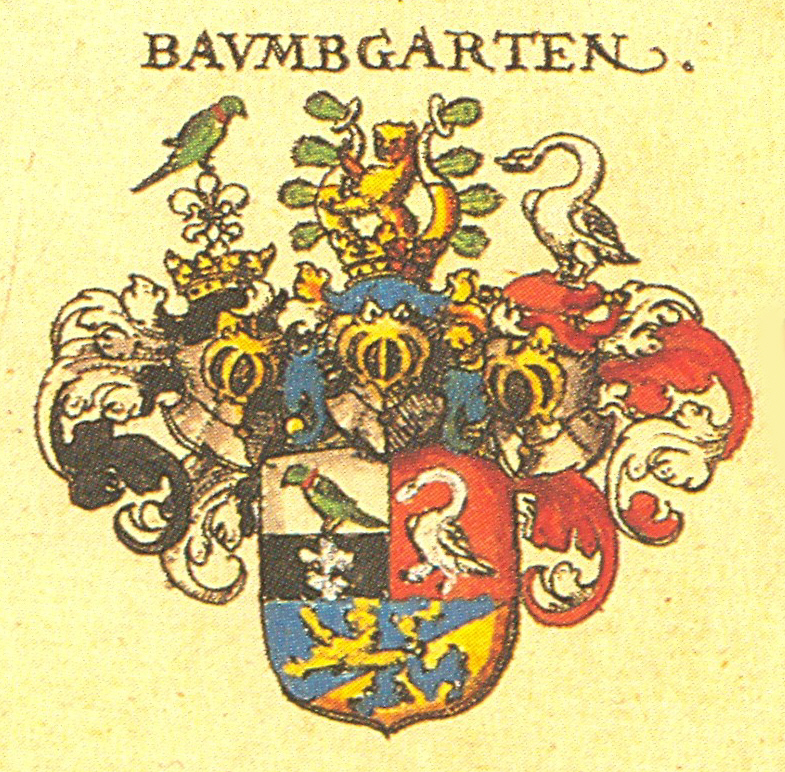
Герб Ганса II: к уже имевшемуся семейному гербу добавлен лебедь имперских рыцарей Швангау.

После смерти Ганса в 1527 г. управление семейным бизнесом взял на себя его сын Ганс II. После обучения купцом в Италии, Франции и Англии в 1512 г. он женился на единственной дочери купца Георга Фуггера и племяннице Якоба Фуггера Регине Фуггер. Под его руководством возросло значение торговой компании «Паумгартнер/Баумгартнер»: ещё больше укрепились финансовые отношения с Габсбургами и участие в горнодобывающей промышленности Тироля. Ганс II в 1534 г. он приобрел замок Эрбах, в 1535 г. через подставное лицо из нюрнбергской патрицианской семьи и имперского советника Вольфа Галлера фон Халлерштейна за 35 тыс. гульденов получил свободную имперскую сеньорию Швангау у имевших долги имперских рыцарей Генриха и Георга фон Швангау. Халлер немедленно передал территорию Паумгартнеру, который в конечном итоге получил её в качестве феода от императора Фердинанда I, благодаря получению в 1537 г. от императора Карла V титула фрайгерра (нем. Freiherr Paumgartner von Hohenschwangau zum Schwanstein). Ганс II восстановил полуразрущенный замок Шванштайн в 1538—1547 гг. силами неаполитанского архитектора Лусио де Спари в стиле итальянского ренессанса и превратить его в замок Хоэншвангау. В 1538 г. Паумгартнеры были официально приняты в состав Аугсбургского патрицианата. Он активно покровительствовал искусству и поддерживал контакты, в частности, с гуманистами, например с Эразмом Роттердамским и — в отличие от своего нюрнбергского двоюродного брата Иеронима — сохранил приверженность католицизму.
После смерти Ганса II в 1549 г. его сыновья Ганс Георг и Давид взяли на себя управление семейной компанией. Давид Фрайгер фон Паумгартнер занимал пост мэра Аугсбурга в 1548/1549 г., стал имперским советником в 1549 г. и заседал в тайном совете имперского города в 1550/51 г. Он постепенно отказался от торговли, в 1552 г. отказался от аугсбургского гражданства и с тех пор жил как имперский рыцарь в Хоэншвангау. Будучи советником Карла V, он добивался подчинения императору швабских имперских городов, был посредником в переговорах с командиром ландскнехтов Себастьяном Шертлином фон Буртенбахом. Из-за расточительного образа жизни и краха ряда торговых компаний Аугсбурга, кредитором которых он был, Давид оказался в больших долгах. Передача в 1553 году тирольских горнодобывающих акций семье патриция Герварта фон Биттенфельда положила начало упадку семейства, завершившемуся в 1562 году банкротством, вызванным крахом торгового дома Херброт. В 1561 г. сеньория Швангау была заложена маркграфу Брандербург-Ансбаха Георгу Фридриху, который в 1567 г. переступил его герцогу Баварии Альбрехту V. Это также привело к предъявлению к нему претензий других кредиторов Паумгартнера, распростанившихся и на Хоэншвангау с подвластными ему владениями, права на которые баварские курфюрсты получат в следующем столетии (1604 и 1670 гг.). Давид Баумгартнер в конце концов присоединился к Вильгельму Грумбаху и принял участие в Грумбахской ссоре с целью вернуть утраченные владения. В 1563 г. попал под имперскую опалу и был обезглавлен на рыночной площади города Гота в 1567 г. Давид Баумгартнер оставил вдову и 10 детей; они покинули город и лишились большей части его имущества. Его брат Ганс Георг, унаследовавший Эрбах и называвший себя бароном фон Баумгартен цу Эрбах, перестроил здесь замок в 1550-55 гг. После банкротства в 1562 г., он был заточен в долговую башню в Аугсбурге, узником которой пробыл до своей смерти в 1570 г. Его сын Франц Фердинанд продолжал владеть Эрбахом до 1612 г., продав его вице-канцлеру Священной Римской империи Гансу Людвигу фон Ульму.

#### Линия Себальда
Себальд Паумгартнер также приехал из Нюрнберга в Аугсбург и основал там отдельную ветвь. Он был сыном младшего брата Антона Паумгартнера (предка главной линии Аугсбурга) Михаэля, который уехал в Аугсбург после банкротства в Нюрнберге в 1465 г. В 1494 г. двоюродный брат Зебальда Ганс Паумгартнер организовал его женитьбу на наследнице богатого аугсбургского купца Бальтазара Вольфа. Среди прочего он купил деревня Хаузен и Оггенхоф. У него была личная дружба с гуманистами Иоганном Куспинианом и Виллибальдом Пиркгеймером.
Портрет его сына Кристоф Паумгартнера-младшего в 1543 г. был написан Христофомм Амбегером, картина расположена в Музее истории искусств в Вене. Он был женат на Сибилле Имхофф, а после её смерти на Сабине Релингер.
Сестра Кристофа Анна вышла замуж за окружного судьи и герцогского наместника в Кельхайме Зигмунда Лангенмантеля фон Спаррена.

### Верхнеавстрийская линия
Сын Бальтазара Паумгартнера фон Холенштейна и его второй жены Марии Шпиллер фон Миттерберг Ганс Альбрехт женился на вдове Стефана Ройтмайера цум Аухофа и таким образом стал владельцем поместья Аухоф недалеко от Урфара. 23 марта 1602 г. он был принят в рыцари Нижней Австрии. Его сын Георг Бальтазар, женившийся на Марии Елене фон Хоэнек, продал Аухоф Каспару Ридизеру фон Ридисхайму в 1634 г., а в 1647 году унаследовал от тёщи поместье Трёстльберг в Нижней Австрии. В результате брака Георга Бальтазара родилось четыре дочери, так что эта линия по мужской линии снова вымерла.

## Литературы
- Christoph von Imhoff (Hrsg.): Berühmte Nürnberger aus neun Jahrhunderten. Nürnberg: Hofmann, 1984, 425 S., ISBN 3-87191-088-0; 2., erg. u. erw. Auflage, 1989, 459 S.; Neuauflage: Edelmann GmbH Buchhandlung, Oktober 2000
- Mechthild Isenmann und Eberhard Isenmann: Das Innenverhältnis einer spätmittelalterlichen Handelsgesellschaft und die Ausweitung interner Konflikte — Hans Arzt und Gesellschaft, Anton Paumgartner und die Reichstadt Nürnberg (1147—1471). In: Vierteljahrschrift für Sozial- und Wirtschaftsgeschichte 101 (2014), Heft 4, S. 432—487.
- Otto Puchner. Baumgartner // Neue Deutsche Biographie (нем.). — Berlin: Duncker & Humblot, 1953. — Bd. 1. — S. 663—665. — ISBN 3-428-00182-6.
- Шаблон:Stadtlexikon Nürnberg
- Ina Schönwald: Studien zur Patrizierfamilie Paumgartner auf Burg Grünsberg. Überlegungen zum Selbstverständnis des Nürnberger Patriziats im ersten Drittel des 18. Jahrhunderts: Lauf 2002 (Schriftenreihe des Stadtarchivs Altdorf).